# 韦尔夸朗
韦尔夸朗（法語：Vercoiran，法語發音：[vɛʁkwaʁɑ̃]）是法国德龙省的一个市镇，位于该省东南部，属于尼永斯区。

## 地理
韦尔夸朗（44°18'3"N, 5°20'45"E）面积19.95 平方千米，位于法国奥弗涅-罗讷-阿尔卑斯大区德龙省，该省份为法国东南部内陆省份，北起顺时针与伊泽尔省、上阿尔卑斯省、上普罗旺斯阿尔卑斯省、沃克吕兹省和阿尔代什省接壤。
与韦尔夸朗接壤的市镇（或旧市镇、城区）包括：贝西尼昂、比莱巴罗尼、拉罗什叙勒比、拉罗谢特迪比、乌韦兹河畔圣厄费米、圣索沃尔古韦尔内。

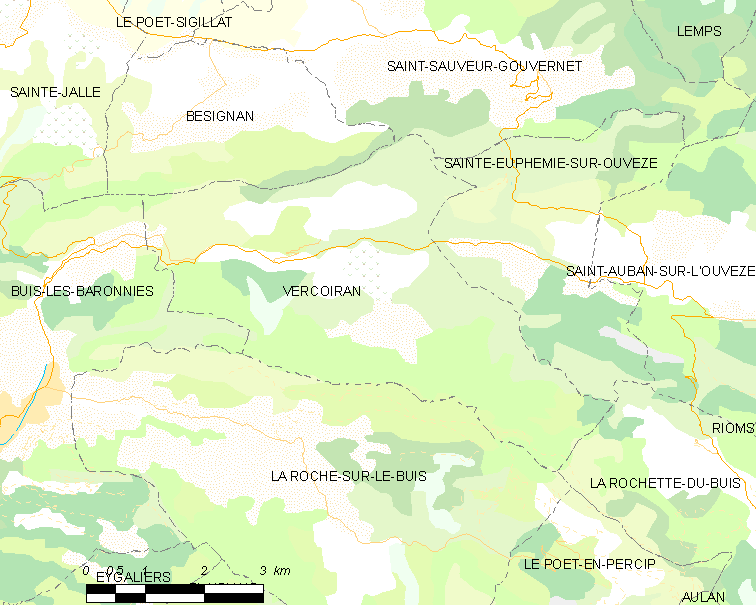
韦尔夸朗的OSM定位图

韦尔夸朗的时区为UTC+01:00、UTC+02:00（夏令时）。

## 行政
韦尔夸朗的邮政编码为26170，INSEE市镇编码为26370。

## 政治
韦尔夸朗所属的省级选区为尼永斯-巴罗尼县。

## 人口

1962-2008年间韦尔夸朗人口变化图示

韦尔夸朗于2022年1月1日时的人口数量为134人。